# Fryske Akademy
Die Fryske Akademy (deutsch: Friesische Akademie) ist eine 1938 gegründete wissenschaftliche Einrichtung zum Studium der friesischen Sprache, Geschichte und Kultur. Sie hat ihren Sitz in Leeuwarden in den Niederlanden.

## Geschichte

### Aktivitäten
Seit 1990 gehört die Friesische Akademie zur Königlich Niederländischen Akademie der Wissenschaften. Die Akademie beherbergt das Mercator European Research Centre on Multilingualism and Language Learning/Documents und gibt unter dem Titel It Beaken (Die Boje). Tydskrift fan de Fryske Akademy eine wissenschaftliche Zeitschrift heraus (aktueller Jahrgang 81, 2019).